# Oberleitungsbus Schymkent
Der Oberleitungsbus Schymkent (russisch Шымкентский троллейбус/Schymkentski trolleibus) war das Oberleitungsbus-System der kasachischen Stadt Schymkent. 

## Geschichte
Das System wurde am 11. Januar 1969 eröffnet und vom Unternehmen Trolleibusny park (russisch ТОО Троллейбусный парк) betrieben. Es umfasste in seiner größten Ausdehnung insgesamt zehn Linien mit einer Länge von 82,2 km und wurde von rund 70 Fahrzeugen bedient.
Nach dem Zerfall der Sowjetunion und der Unabhängigkeit Kasachstans geriet der O-Bus-Betrieb in Schymkent in eine Krise. Das zweite Depot, dessen Bau während der Zeit der Sowjetunion begonnen wurde und kurz vor der Vollendung stand, wurde nie fertiggestellt. Mit der Aufgabe einer Linie bestand das System ab 1995 nur noch aus sechs Linien. Der Betrieb wurde 1998 für kurze Zeit komplett eingestellt und konnte erst wieder aufgenommen werden, nachdem das Unternehmen von öffentlicher in private Hand übergegangen war. Mit zunehmender Konkurrenz durch Omnibusse und Taxis verschlechterte sich die Situation weiter. 2003 gab es seitens der Stadtverwaltung einen erfolglosen Versuch, den O-Bus-Betrieb wieder zu kommunalisieren.
Im Oktober 2005 wurde der Betrieb wegen offener Schulden der Betreiber vorerst eingestellt und später nicht wieder aufgenommen. In den folgenden Jahren wurden die Oberleitungen entfernt, die Fahrzeuge verschrottet und das Depot in ein Geschäft umgewandelt.

## Fahrzeuge
Als der Betrieb im Oktober 2005 aufgegeben wurde, bestand der Fuhrpark aus 15 Fahrzeugen. Sie stammten alle aus sowjetischer Produktion des Herstellers Sawod imeni Urizkogo. Unter den O-Bussen waren die Typen SiU-5, SiU-682V und SiU-682G.